# اپتیمات‌ها
اُپتیمات‌ها (لاتین: optimates) (به معنی بهینگان) گروه مخالفان سیاسی پوپولارها (مردم‌دوستان) در امپراتوری روم بودند. اپتیمات‌ها می‌خواستند قدرت بیشتری به مجلس سنا واگذار شود و قدرتی کمتر به جلسات نمایندگان مردم عامه و تریبون‌های مردم اختصاص یابد. 
به نظر می‌رسد این جنبش سیاسی در سال ۱۳۳ پیش از میلاد به عنوان نوعی واکنش مخالف علیه برادران گراکی شکل گرفته بود که به دنبال نوعی اصلاحات ارضی مردمی و مترقی بودند.